# MAGEH1
MAGEH1 (англ. MAGE family member H1) – білок, який кодується однойменним геном, розташованим у людей на X-хромосомі. Довжина поліпептидного ланцюга білка становить 219 амінокислот, а молекулярна маса — 24 441.
| 10         |  | 20         |  | 30         |  | 40         |  | 50         |
| ---------- |  | ---------- |  | ---------- |  | ---------- |  | ---------- |
| MPRGRKSRRR |  | RNARAAEENR |  | NNRKIQASEA |  | SETPMAASVV |  | ASTPEDDLSG |
| PEEDPSTPEE |  | ASTTPEEASS |  | TAQAQKPSVP |  | RSNFQGTKKS |  | LLMSILALIF |
| IMGNSAKEAL |  | VWKVLGKLGM |  | QPGRQHSIFG |  | DPKKIVTEEF |  | VRRGYLIYKP |
| VPRSSPVEYE |  | FFWGPRAHVE |  | SSKLKVMHFV |  | ARVRNRCSKD |  | WPCNYDWDSD |
| DDAEVEAILN |  | SGARGYSAP  |  |            |  |            |  |            |

A: Аланін

C: Цистеїн

D: Аспарагінова кислота

E: Глутамінова кислота

F: Фенілаланін

G: Гліцин

H: Гістидин

I: Ізолейцин

K: Лізин

L: Лейцин

M: Метіонін

N: Аспарагін

P: Пролін

Q: Глутамін

R: Аргінін

S: Серин

T: Треонін

V: Валін

W: Триптофан

Кодований геном білок за функціями належить до фосфопротеїнів, пухлинних антигенів. 